# Dassault Falcon 100
De Dassault Falcon 100 was een kleine Frans privéjet
van Dassault Falcon Jet. Het toestel was de verbeterde versie van de Dassault Falcon 10.

## Geschiedenis
De Falcon 10 kwam in 1971 op de markt en was het kleinste privéjetmodel van Dassault. 
Halverwege de jaren 1980 verscheen de verbeterde variant, de Falcon 100. Bij de verbeteringen waren de destijds nieuwe optionele EFIS-elektronische cockpit. Ook kreeg de passagiersruimte een vierde zijruit, werd de bagageruimte groter en kon meer gewicht mee. De Falcon 100 werd in december 1986 gecertifieerd. 
Het toestel werd geproduceerd tot 1990 en het laatste exemplaar werd in september dat jaar afgeleverd.